# 巨嘴短翅莺
巨嘴短翅莺（学名：Locustella major）又称巨嘴短翅蝗莺，为鶲科短翅莺属的鸟类。该物种分布于中国、印度、巴基斯坦和塔吉克斯坦，其模式产地在克什米尔。
本种原为Bradypterus major (W.E.Brooks, 1871)，后移入蝗莺属。2022年，为了与其新的分类地位相符，“中国鸟类名录”10.0版将巨嘴短翅莺的中文名修改为巨嘴短翅蝗莺。

## 亚种
- 巨嘴短翅莺新疆亚种（学名：Locustella major innae）。在中国大陆，分布于新疆等地。该物种的模式产地在新疆。[3]
- 巨嘴短翅莺指名亚种（学名：Locustella major major）。在中国大陆，分布于新疆等地。该物种的模式产地在克什米尔。[4]